# Порцеляновое
Порцеляновое (укр. Порцелянове, до 2024 года — Першотравенск) — посёлок в Барановской городской общине, Звягельском районе Житомирской области Украины.

## Географическое положение
Находится на правом берегу реки Хомора (бассейн Припяти).

## История
Село Токаревка возникло в 1898 году в Барановской волости, Новоград-Волынского уезда, Волынской губернии, Российской Империи, в 1934 году оно получило название Першотравенск, а в 1938 году — стало посёлком городского типа.
В 1900 году на территории села основан завод электротехнического фарфора. В 1910 году на заводе состоялась массовая маевка, которая переросла в всеобщую забастовку работников. В 1913 году подобная забастовка длилась три дня. В январе 1918 года была установлена советская власть. В 1918 году работники завода активно участвовали в партизанском движении.
Во время Гражданской войны завод пришел в упадок. После многомесячного перерыва - 1 мая 1918 года завод выдал первую продукцию. В честь этого события ему было присвоено название "Першого травня".
До 1922 года было регулярное пассажирское соединение, осуществлявшееся поездом «кукушкой».
1934 г. Токаревка была переименована в - Першотравенск.
По данным переписи населения СССР в 1939 году численность населения составляла 3 580 человек, из них украинцев — 2 854, русских — 158, немцев — 22, евреев — 279, поляков — 239, других — 28.
В ходе Великой Отечественной войны в 1941 году посёлок был оккупирован немецкими войсками. Входило в состав Звягельского гебита, Генерального округа Житомир, Рейхскомиссариат Украина. В 1944 г. был освобождён Красной армией. 582 жителя Першотравенска призваны в ряды Красной армии и воевали на фронтах и в партизанских соединениях против оккупантов, 351 фронтовик награждён орденами и медалями, 63 — погибли. Жители посёлка воевали в составе партизанского соединения И. И. Шитова (за участие в партизанском движении 47 из них были награждены орденами и медалями) и РККА. Погибшим односельчанам установлен памятник.
Уроженцем села является Е. Ф. Витюк — полный кавалер ордена Славы.
За трудовые успехи в развитии народного хозяйства 35 жителей посёлка награждены орденами и медалями СССР.
Три партийных организации объединяют 238 коммунистов. Первая партийная ячейка возникла в мае 1923 года. Пять комсомольских организаций (первая ячейка основана в январе 1923 года) насчитывают 683 члена ВЛКСМ.
По состоянию на начало 1973 года здесь действовали завод по производству электротехнического фарфора, средняя школа, Дом культуры на 450 мест, библиотека с книжным фондом 34 тыс. книг, больница на 100 коек, медпункт, 12 магазинов, комбинат бытового обслуживания и отделение связи.
По состоянию на начало 1982 года численность населения посёлка составляла свыше 4 тыс. человек, здесь действовали завод «Электрофарфор», средняя школа, Дом культуры, библиотека, больница и комбинат бытового обслуживания.
В 1988 году в Першотравенске было основано римско-католическое культовое сооружение.
В январе 1989 года численность населения составляла 4136 человек.
1991 г. — дополнительно костел пресвятой девы Марии — «Царицы Розария».
В мае 1995 года Кабинет министров Украины утвердил решение о приватизации находившегося здесь завода электротехнического фарфора.
13 ноября 2011 года в результате пожара полностью сгорело деревянное здание общеобразовательной школы (в которой находились школа, школьная столовая и продуктовый магазин).
На 1 января 2013 года численность населения составляла 3631 человек.
1 августа 2013 года находившаяся в посёлке медицинская амбулатория была выведена из состава Барановской центральной районной больницы, а работавший в ней врач был уволен, это вызвало волнения и протесты среди населения посёлка.
День посёлка празднуется 14 октября. 
12 июня 2020 года посёлок вошёл в состав Барановской городской территориальной общины Барановского района Житомирской области. С 19 июля 2020 года, вместе с общиной, в составе Новоград-Волынского района (впоследствии — Звягельский район) Житомирской области. 
В посёлке действует Першотравенский лицей Барановского городского совета дом культуры на 450 мест, библиотека с книжным фондом 34000 экземпляров, больница на 100 коек, медпункт, 12 магазинов, комбинат бытового обслуживания, отделение почтовой связи. Курсируют автобусы. 

## Транспорт
Находится в 18 км от ближайшей железнодорожной станции Полонное на линии Шепетовка — Казатин Юго-Западной железной дороги.

## Промышленность
- Першотравенский завод электротехнического фарфора, основанный Берниковым и открытый в 1899 году. На заводе работало более 400 человек — исключительно женщины и дети. Действовала узкоколейка до железнодорожной станции Мирополь для удобной транспортировки изготовленной продукции. В мае 2003 года узкоколейка разобрана по причине неудобства. Рельсы проданы частично как металлолом и частично на шахты Донецкой области. В настоящее время ПАО «Першотравенский завод электротехнического фарфора» (ул. Парфирова, 1), специализирующееся на производстве высококачественных фарфоровых электропатронов (Е14, Е27, Е40) и изоляторов для электрических сетей и линий связи. Также завод выпускает фарфоровые светильники, керамические изоляторы для электротранспорта, холодильных и электронагревательных приборов, основы для розеток и предохранители. Для производства продукции используют глину из Дружковского месторождения, просяновский кварцевый песок и глуховецкий каолин. Общая площадь предприятия составляет 52,5 тыс. м2. ПАО «Першотравенский завод электротехнического фарфора» — один из наиболее мощных производителей подобной продукции в Восточной Европе.